# Palicourea tubuliflora
Palicourea tubuliflora är en måreväxtart som beskrevs av John Duncan Dwyer. Palicourea tubuliflora ingår i släktet Palicourea och familjen måreväxter.
Artens utbredningsområde är Panamá. Inga underarter finns listade i Catalogue of Life.